# Долоччя
Доло́ччя (давня назва - Долотче) — село в Україні, у Плужненській сільській громаді Шепетівського району Хмельницької області. Населення становить 222 особи.

## Географія
Село розташоване на півночі громади, на правому березі річки Вілія, за 48 км (автошляхами Т 2313 та Р26) на захід від міста Ізяслав, та за 167 км (автошляхами Н03, Н25, Т 2313 та Р26) на північ — північний захід від обласного центру.
Сусідні населені пункти:

## Історія
Найдавніша з відомих писемних згадок датується 25 січня 1465 року. Село на той час носило назву - Долотче. Тоді, його купив Іван князь Острозький у волинського зем'янина, пана Гринка Єловича за 30 коп грошей широких. Угоду було складено в Острозі.

У 1906 році село Кунівської волості Острозького повіту Волинської губернії. Відстань від повітового міста 18 верст, від волості 3. Дворів 48, мешканців 350.

## Населення
| Роки            | 1906 | 2001 | 2010 | 2011 |
| --------------- | ---- | ---- | ---- | ---- |
| Населення, осіб | 350  | ▼222 | ▼166 | ▼162 |

### Мова
Розподіл населення за рідною мовою за даними перепису 2001 року:
| Мова       | Кількість | Відсоток |
| ---------- | --------- | -------- |
| українська | 219       | 98.65%   |
| російська  | 3         | 1.35%    |
| Усього     | 222       | 100%     |